# Опел кросленд икс
Опел кросленд икс је мали градски кросовер који производи немачка фабрика аутомобила Опел од 2017. године.
Откривен је медијима јануара 2017. године, а званичну премијеру ће имати на салону аутомобила у Женеви марта исте године. Заснован је на PF1 платформи ПСА групе, као модели Ситроен Ц3 пикасо и Пежо 2008. У продаји ће се наћи на лето замењујући минивен мериву, која ће се престати производити. У Уједињеном Краљевству продаваће се као Воксол кросленд икс.
У односу на моку икс, која је доступна са опционим погоном на сва четири точка за повремене изласке са асфалта, кросленд икс је намењен искључиво градским срединама.